# Eduardas Šablinskas
Eduardas Šablinskas (ur. 19 października 1957 w Wilnie) – litewski prawnik i polityk. Poseł na Sejm Republiki Litewskiej.

## Życiorys
W latach 1981–1987 studiował historię na Uniwersytecie Wileńskim. W 2002 zdobył tytuł magistra prawa i zarządzania na Wydziale Prawa na Uniwersytecie Michała Römera.
W latach 1978–1980 odbywał służbę wojskową. Od 1977 do 1983 pracował jako spawacz i hydraulik w Vilnius Construction Repair Trust RSV-1. W latach 1983–1985 był nauczycielem Historii i Mistrzem Produkcji w Technicznej Szkole Zawodowej w Wilnie. W latach 1985–1990 Szef Energii, Kierownik XVIII Izby w Urzędzie Miasta Wilna. Od 1990 do 1993 był kierownikiem ratusza staromiejskiego w Wilnie. W 2000 został kierownikiem projektu w UAB Vilniaus. Następnie w latach 2005–2010 został przewodniczącym komisji ds. Sporów w Ministerstwie Zabezpieczenia Społecznego i Pracy, a od 200 do 2012 był członkiem komisji ds. Prywatyzacji Funduszu Skarbu Państwa.
W 2012 przyjął propozycję kandydowania do Sejmu z ramienia Litewskiej Partii Socjaldemokratycznej. W wyborach w 2012 uzyskał mandat posła na Sejm Republiki Litewskiej.